# Carlo Maderno

A Basílica de São Pedro

Carlo Maderno (Capolago, 14 de maio de 1556 – Roma, 30 de janeiro de 1629) foi um arquiteto italiano originário do atual cantão de Ticino. O nome de Maderno está hoje inextricavelmente ligado à fachada da Igreja de Santa Susana nas Termas de Diocleciano e, sobretudo, à construção da fachada e da nave longitudinal da Basílica de São Pedro durante cerca de 25 anos até à sua morte, a 31 de janeiro de 1629 aos 73 anos. Nasceu em 1556 em Capolago, no lago Lugano. Seis dias depois da sua morte, Gian Lorenzo Bernini foi nomeado arquitecto responsável pela Basilica e pelo Palazzo Barberini. 
Foi mestre de Francesco Borromini, também nascido em Lugano. 
Um dos mais notáveis arquitetos de Roma no primeiro terço do século XVII. A partir de 1576, trabalhou com o seu tio Domenico Fontana em encomendas papais. Em 1594 encarregou-se do negócio familiar. Em 1603, recebeu a incumbência de ser o supervisor da construção da Basílica de São Pedro, inclusive a nave. A sua contribuição pessoal é por vezes difícil de determinar, pois trabalhava em conjunto com outros arquitetos e frequentemente foi empregado para dar início ou término a um projeto.[carece de fontes?] Está hoje indissociavelmente ligado à fachada da igreja de Santa Susana nas Termas de Diocleciano e, sobretudo, à criação da fachada e nave longitudinal da Basílica de São Pedro.
Os seus restos foram depositados no cemitério de São João dos Florentinos, perto da ponte pênsil, à margem direita do rio Tibre.

## Biografia

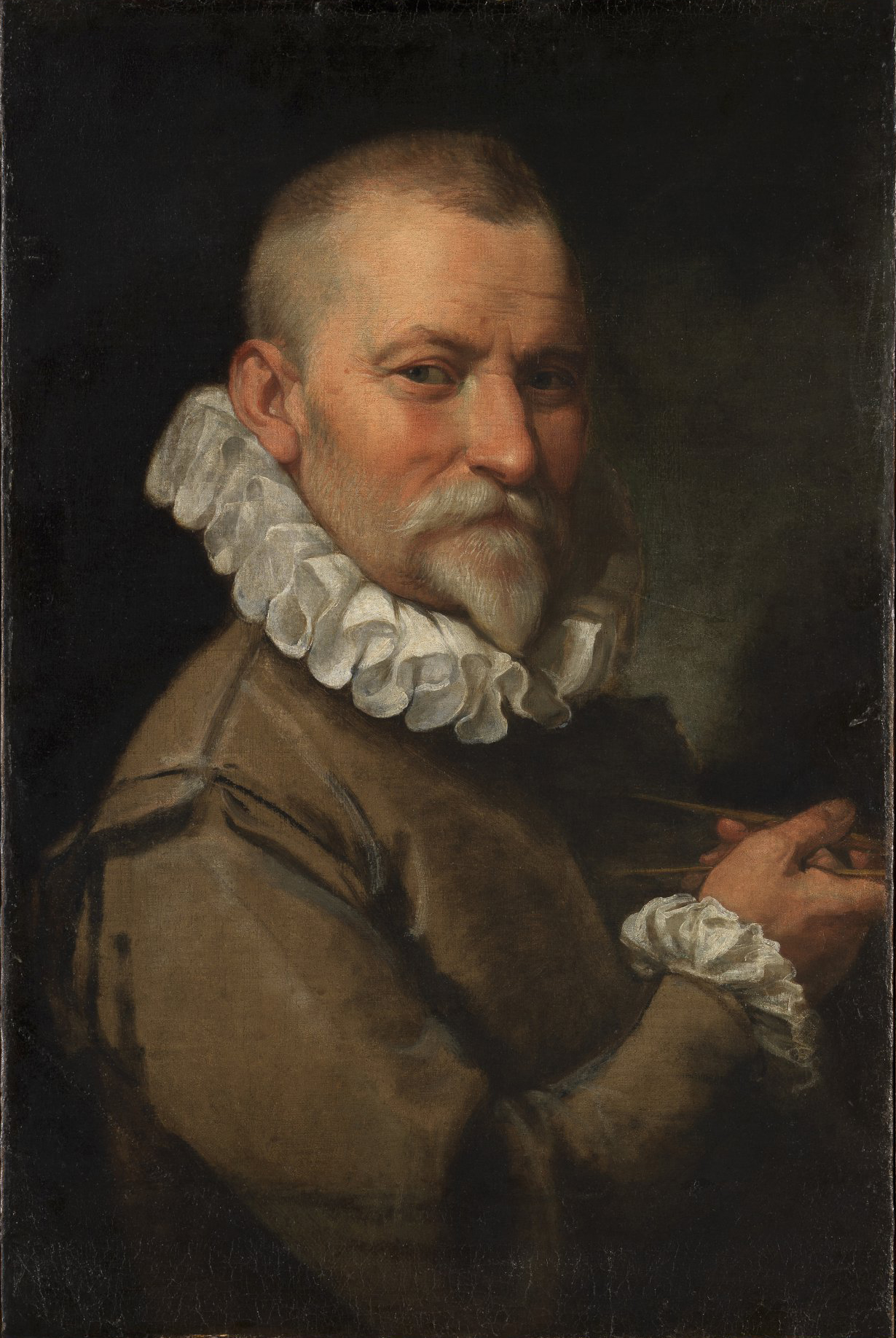
Retrato de Domenico Fontana, tio de Carlo Maderno, realizado por Federico Zuccari

### Os primórdios de Roma

#### Formação
Carlo Maderno nasceu cerca de 1556, filho de Paolo e de Caterina Fontana, irmã de Domenico Fontana; era o mais velho dos quatro irmãos Pompeo, Alessandro, Girolamo, Santino e a sua irmã Marta. Não existem documentos nem sobre o ano (os críticos concordam, no entanto, em situá-lo por volta de 1556, data também indicada por Pascoli e Baglione) nem sobre o local de nascimento, que se supõe ser Capolago (perto de Bissone, no Cantão de Ticino) sendo o local que o próprio Maderno, em vários actos notariais, declarou ser a sua cidade natal.
As limitadas oportunidades de carreira oferecidas por Capolago levaram os seus pais a confiar Carlo, ainda criança, aos cuidados do seu tio materno Domenico Fontana, considerado na época o arquitecto de maior prestígio do mundo ocidental. Não sabemos ao certo quando se mudou para Roma, onde viveu Fontana: alguns documentos atestam a sua presença desde os anos do pontificado do Papa Gregório XIII (1572-1585), como assistente do canteiro de obras da San Luigi dei Francesi, dirigida precisamente pelo seu tio Domenico. Trabalhando constantemente ao lado de Fontana nos vários estaleiros de construção, Maderno aprendeu rapidamente os rudimentos da arquitetura: na verdade, seguiu essencialmente o caminho dos trabalhadores do Ticino - os Fontanas, os Garvos, os Novis, os Castellos, os Longhies, os Mola - que, ao chegarem à Cidade, investiram o seu capital na organização do seu trabalho através da constituição de empresas ou sociedades, favorecendo assim a ascensão dos humildes “meninos” ao prestigiado papel de “mestres construtores”.

#### Primeiras obras em Roma

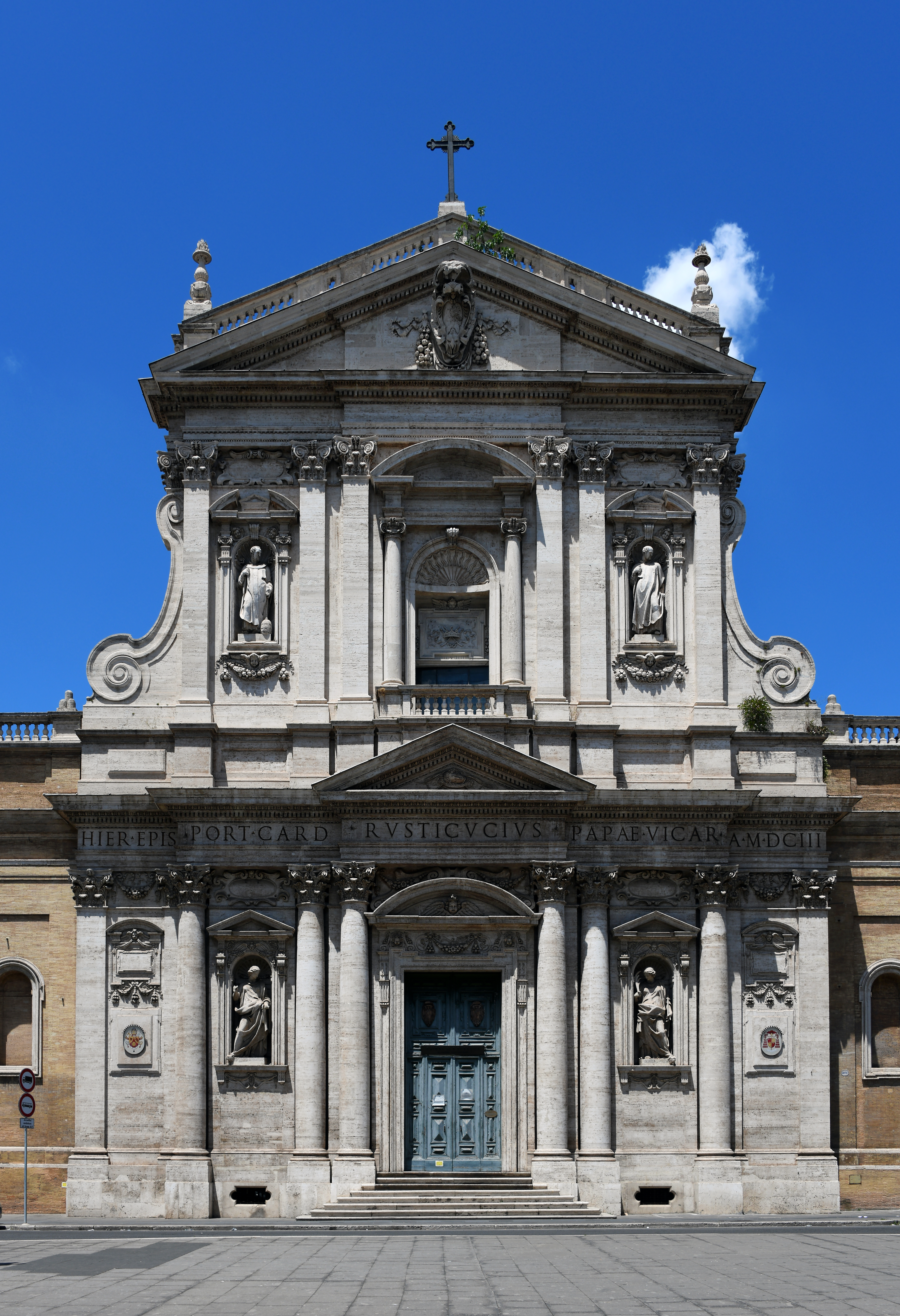
Fachada de Santa Susana, em Roma

Projecto de Miguel Ângelo para a Basílica de São Pedro

Maderno seguiu também este mecanismo económico-produtivo, juntando-se a Filippo Breccioli numa empresa envolvida no transporte e comércio de materiais de construção; No entanto, trabalhou também ao lado de Giovanni Fontana, do seu irmão Pompeo, de Marsilio Fontana, do seu tio Domenico e de Girolamo Garvo, impondo-se com força no panorama empresarial romano.
Após a subida ao trono papal do Sisto V, Maderno alcançara agora uma reputação tão sólida que obteve a cidadania romana, juntamente com os seus irmãos que entretanto se lhe juntaram na cidade. Além disso, no âmbito das obras acompanhadas pela empresa Fontana, Maderno foi encarregado de intervenções de carácter puramente técnico, como a transferência das estátuas do Dioscuri para o Palácio do Quirinal e a elevação dos obeliscos da Sistina na Santa Maria Maggiore (1588), no Latrão (1587-88), na piazza del Popolo (1587-89 ) e no Vaticano.
Nos últimos anos esteve também envolvido em obras de engenharia hidráulica, tanto a título executivo (construiu o aqueduto de Loreto juntamente com Giovanni Fontana) como consultor, prestando assessoria e opiniões sobre o regulamento do Rio Velino (completando as obras iniciadas por A. Sangallo o jovem) e a prevenção das Inundações do Tibre. Em 1592-93 assumiu a direcção de algumas obras de Francesco da Volterra, devido à morte deste: a reconstrução do Hospital de San Giacomo degli Incurabili com a igreja anexa e o Colégio Salviati, ambos encomendados pelo Cardeal Anton Maria Salviati.
A reorganização da Capela Foscari na Basílica de Santa Maria del Popolo data também deste mesmo período, após a compra por Monsenhor Tiberio Cerasi da futura Capela Cerasi.
Após a transferência definitiva para Nápoles de Fontana, que caiu em desgraça após a morte do Sisto V, Maderno assumiu o negócio da família, consolidando ainda mais a sua fama. A sua primeira obra arquitectónica data de 1603, a fachada da igreja de Santa Susana, considerada por muitos como o primeiro exemplar totalmente concluído da arquitectura barroca. Esta fachada, cujo eixo central é sublinhado através da utilização gradual de pilastras, meias colunas e colunas em direção à parte central da fachada, atraiu a atenção de Asdrubale Mattei, Marquês de Giove e Marquês de rocca Sinibalda, que o encarregou de criar o próprio palácio (única obra inteiramente concluída por Maderno) num terreno na esquina entre a actual Via dei Funari e a Via Caetani. Em 1602 assumiu as funções de Giacomo Della Porta, falecido nesse ano, e entrou ao serviço do Clemente VIII; para a família Aldobrandini, à qual pertencia o pontífice, completou a villa Belvedere em Frascati, ampliou o Palazzo Doria-Pamphili na via del Corso e também desenhou a capela da família em Roma na Santa Maria sopra Minerva.

### Maturidade artística

#### A fábrica de São Pedro
Maderno e Giovanni Fontana assumiram as funções de Giacomo della Porta assumindo também a superintendência da Fábrica de São Pedro em julho de 1603. A basílica petrina, de facto, encontrava-se num estado muito heterogéneo: se a maior parte dos projetos de Miguel Ângelo foram realizados, com a construção da cúpula e de um corpo de planta central, uma parte considerável da nave original continuou de pé, entre outras coisas em precárias condições de conservação. Por isso, a antiga fábrica foi desmantelada e decidiu-se mudar o prestigiado complexo de Miguel Ângelo. Foi então anunciado um concurso para o qual foram convidados arquitetos famosos: Flaminio Ponzio, Giovanni Fontana, Maderno, Girolamo Rainaldi, Niccolò Branconio, Ottavio Turriani, Domenico Fontana, Giovanni Antonio Dosio e Lodovico Maderno. O vencedor foi nada mais nada menos do que Maderno, que se viu responsável por «uma das mais importantes, mas também mais ingratas, tarefas da construção romana do século XVII», uma vez que «todos se sentiam autorizados a comparar a sua obra com o projecto de Michelangelo; e se os críticos benevolentes reconheceram o seu mérito por ter conseguido, nas circunstâncias dadas, salvar o máximo possível do projecto «divino», os mal-intencionados censuraram-no pelo próprio facto de se ter envolvido numa competição tão desigual». 

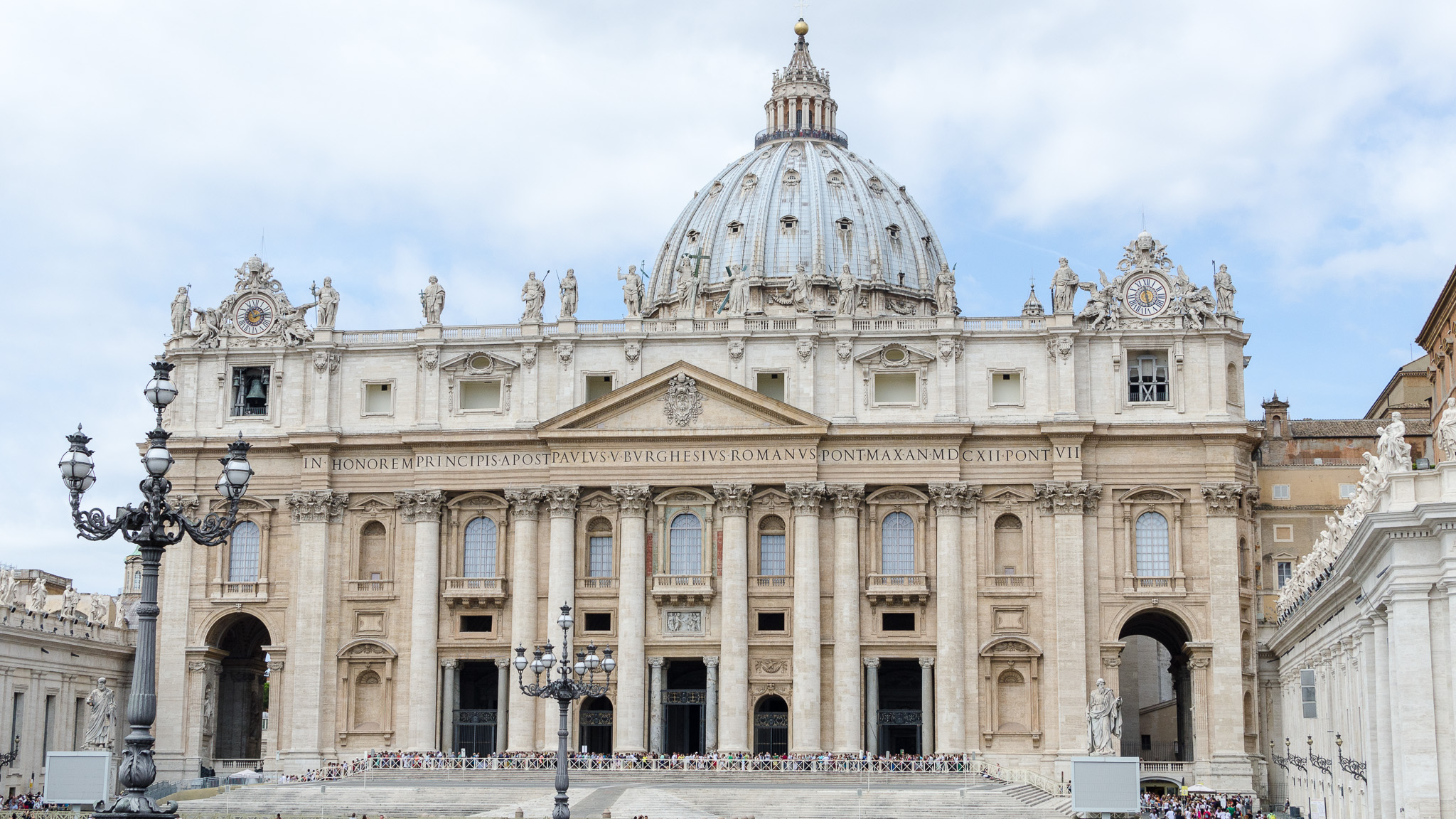
Fachada da Basílica de São Pedro

Maderno, no seu projecto para São Pedro, foi obrigado a responder sobretudo a necessidades funcionais, pastorais e teológicas. O arquiteto, de facto, teve de construir um pórtico, uma sacristia e uma loggia para bênçãos (não previstas no projeto inicial de Miguel Ângelo), e evitar deixar inutilizado o espaço anteriormente coberto pelo antigo templo paleocristão, sem esquecer, entre outras coisas, de proporcionar espaço suficiente para as atividades litúrgicas. Maderno decidiu também concluir a basílica do Vaticano estendendo o braço oriental do plano de Miguel Ângelo com um corpo longitudinal em forma de "túnel processional" e construir a imponente fachada a partir de 1608. Esta intervenção representa uma das obras mais discutidas e criticadas da história da arquitetura: de facto, a extensão da basílica, atribuível a uma cruz latina, impede uma visão próxima da grande cúpula, enquanto a fachada, sem as torres sineiras previstas no projeto de Maderno e não construída devido a problemas estruturais, chama a atenção pela sua excessiva largura. 

#### Últimos anos
Após as intervenções em São Pedro, às quais o nome de Maderno está indissociavelmente ligado, o arquiteto concluiu o coro e a cúpula de São João dos Florentinos (concluindo uma obra já iniciada por Della Porta) e deu início à igreja de Santa Maria della Vittoria. Foi particularmente ativo no estaleiro de Sant'Andrea della Valle, onde trabalhou durante os vinte anos seguintes, até à sua morte; aqui completou a nave e construiu o transepto e o coro, auxiliado pela colaboração activa do seu sobrinho Francesco Borromini, que serviu como entalhador de pedra. 

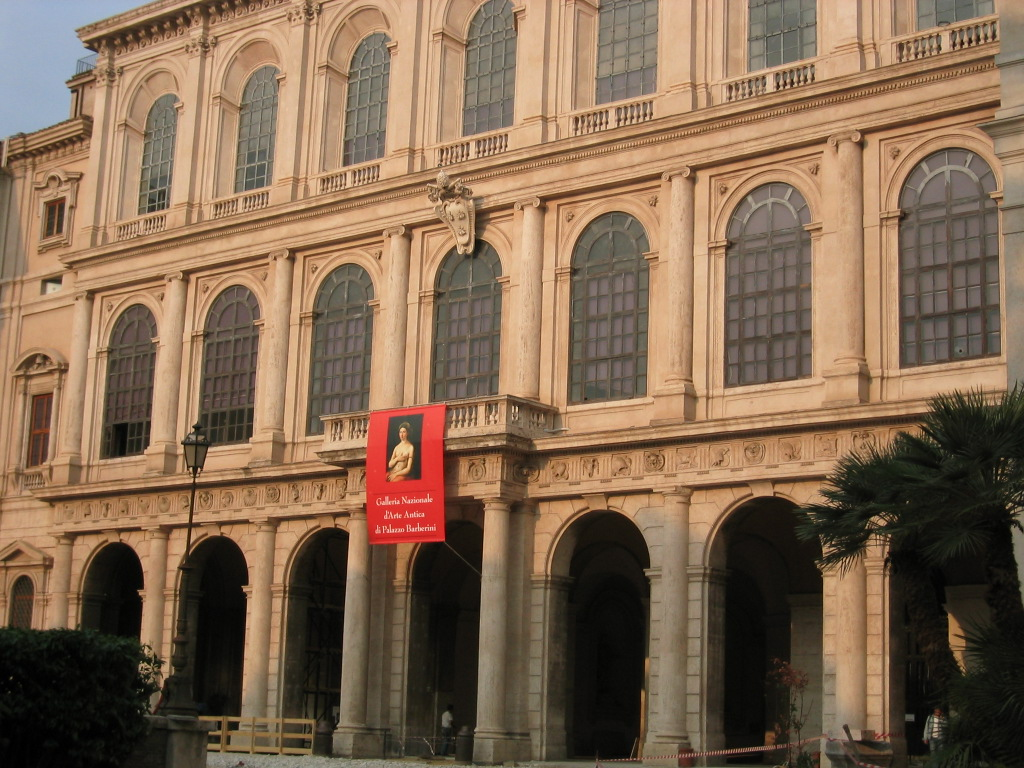
Palazzo Barberini, fachada

Maderno também se envolveu ao lado do jovem Borromini em vários outros projetos, incluindo a restauração de Santa Maria della Rotonda, o projeto da Igreja de Santo Inácio de Loyola e a construção do Palazzo Barberini, no qual Gian Lorenzo Bernini também participou. A gestão deste último edifício foi confiada a Maderno precisamente pela sua experiência: aqui o arquitecto, já idoso, executou a fachada oriental, os dois primeiros níveis da loggia, o layout e as decorações da ala norte e, grosso modo, as linhas gerais do projecto. 

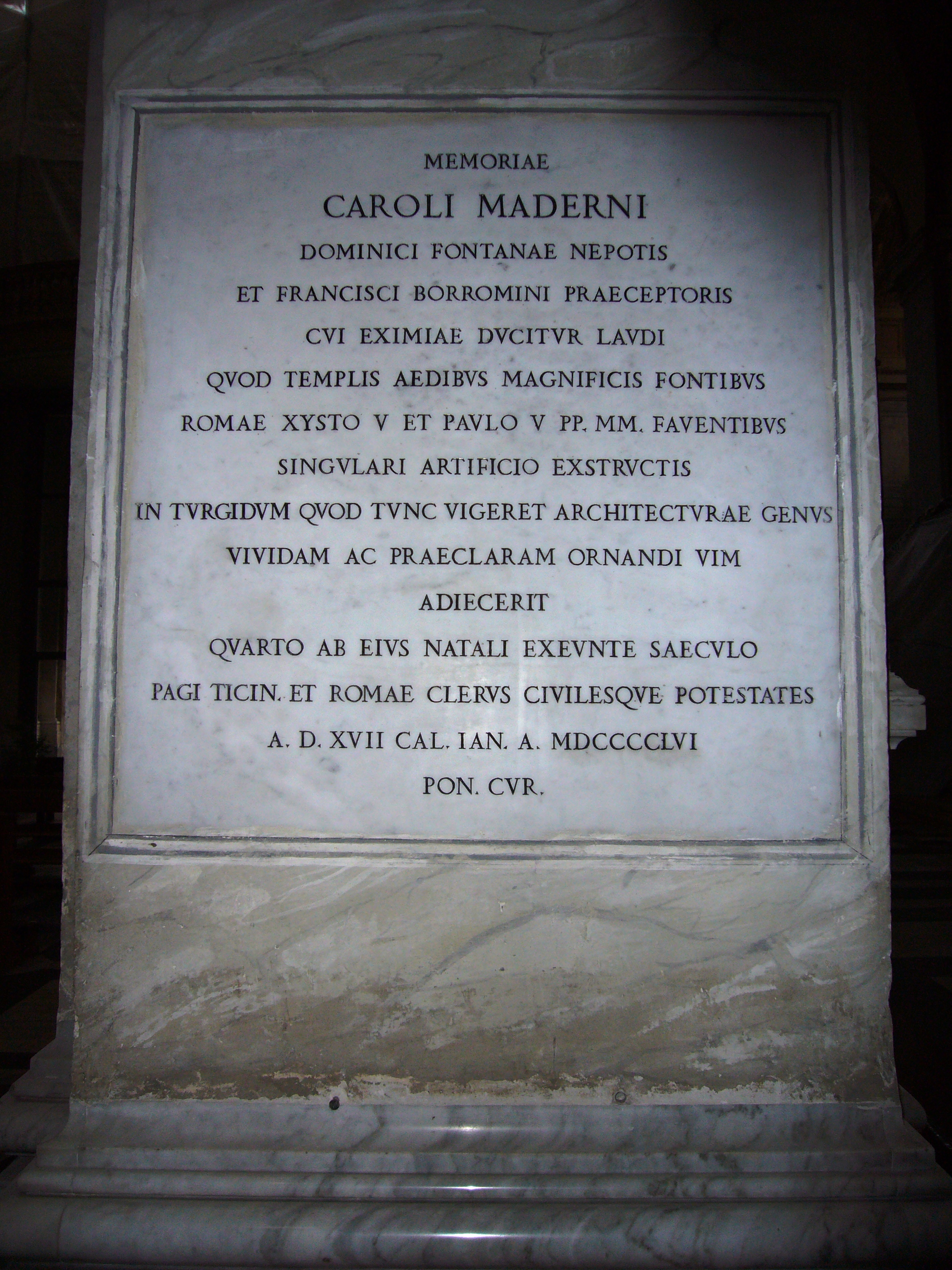
Lápide de Maderno em San Giovanni dei Fiorentini

Carlo Maderno morreu finalmente em Roma a 31 de janeiro de 1629, com a venerável idade de 73 anos; o seu corpo foi sepultado na igreja de San Giovanni dei Fiorentini. 

## Obras
| Imagens | Título                                            | Data        | Tipo:       | Países   | Cidade             | Localização de conservação      | Associação e notas |
| ------- | ------------------------------------------------- | ----------- | ----------- | -------- | ------------------ | ------------------------------- | --- |
|         | O Hospital de São Jacó dos Incuráveis             | 1579-1592   | Arquitetura | Itália   | Roma               | Via Canova                      | Atribuição confirmada. Intervenções variadas a partir de um projeto de Francisco Capriani. Dirigiu os trabalhos desde 1598 |
|         | Igreja de São Tiago em Augusta                    | 1592-1602   | Arquitetura | Itália   | Roma               | Via do Córcio                   | Atribuição confirmada. Intervenções variadas a partir de um projeto de Francisco Capriani. Dirigiu os trabalhos desde 1598 |
|         | Palácio Mattei de Júpiter                         | 1598-1618   | Arquitetura | Itália   | Roma               | Via Michelangelo Caetani        | Atribuição confirmada |
|         | Villa Aldobrandini                                | 1598-1621   | Arquitetura | Itália   | Fragmentos         |                                 | Atribuição confirmada. Dirigiu os trabalhos desde 1602 com Giovanni Fontana                                                |
|         | Capela Cerasi                                     | 1600        | Arquitetura | Itália   | Roma               | Basílica de Santa Maria do Povo | Atribuição confirmada. Ampliação e intervenções                                                                            |
|         | Palacio Doria-Pamphili                            | Século XVII | Arquitetura | Itália   | Roma               | Via do Córcio                   | Atribuição confirmada. Ampliação e intervenções                                                                            |
|         | Basílica de Santa Maria sobre Minerva             | Século XVII | Arquitetura | Itália   | Roma               | Via da Minerva                  | Atribuição confirmada. Internos e intervenções                                                                             |
|         | Igreja de Santa Susana                            | 1603        | Arquitetura | Itália   | Roma               | Via XX Setembro                 | Atribuição confirmada. Fachada                                                                                             |
|         | Basílica de São Pedro no Vaticano                 | 1603-1629   | Arquitetura | Vaticano | Cidade do Vaticano | Praça São Pedro                 | Atribuição confirmada. Fachada e conclusão do corpo longitudinal                                                           |
|         | Basílica de São André da Vale                     | 1608-1650   | Arquitetura | Itália   | Roma               | Cursos Vittorio Emanuele II     | Atribuição confirmada. Intervenções variadas. Até 1629                                                                     |
|         | Igreja de Santa Maria da Vitória                  | 1608-1620   | Arquitetura | Itália   | Roma               | Via XX Setembro                 | Atribuição confirmada |
|         | Palácio Barberini                                 | 1625-1633   | Arquitetura | Itália   | Roma               | Via das Quatro Fontes           | Atribuição confirmada. Até 1629                                                                                            |
|         | Igreja de Santo Ignacio de Loyola em Campo Marzio | 1626        | Arquitetura | Itália   | Roma               | Via da Caravita                 | Atribuição confirmada. Intervenções variadas                                                                               |
|         | Basílica de São João Batista dos Florentinos      | 1629        | Arquitetura | Itália   | Roma               | Praça do Ouro                   | Atribuição confirmada. Intervenções variadas                                                                               |